# Fitzroy-System
Das Fitzroy-System oder die Fitzroy-Progression ist eine populäre Form des Martingalespiels, die von manchen Spielern beim Setzen auf die einfachen Chancen beim Roulette und Trente et quarante angewendet wird.

## Variante 1
In der einfachen Form dieses Systems beginnt der Spieler seinen Angriff auf die Spielbank mit einem Einsatz von einer Einheit (Stück). Gewinnt der Spieler diesen Coup, so ist diese Spielserie beendet, und er beginnt eine neue Spielserie; d. h., solange der Spieler gewinnt, setzt er immer nur eine Einheit.
Sobald der Spieler aber das erste Mal verliert, setzt er im folgenden Coup zwei Einheiten. Da der Einsatz nach dem ersten Verlust erhöht wird, handelt es sich bei dieser Spielweise um eine Form des Martingalespiels.
Verliert der Spieler auch diesen Coup, so setzt er im folgenden Coup drei Einheiten, und in Folge unabhängig von Gewinn oder Verlust der einzelnen Coups nacheinander stets um eine Einheit mehr als im vorangegangenen Coup, d. h., er setzt nacheinander 1, 2, 3, 4, 5, … Stück, solange, bis er innerhalb dieser Spielserie einen positiven Saldo erreicht.

## Variante 2
Bei der klassischen Variante des Fitzroy-Systems versucht der Spieler pro gespielten Coup eine Einheit zu gewinnen.
Der Spieler setzt solange jeweils eine Einheit, solange er gewinnt. Nach dem ersten Verlust setzt er drei Einheiten; sollte auch dieser Coup verloren gehen, wird der Einsatz nach jedem Coup unabhängig vom Ergebnis um jeweils eine Einheit erhöht, bis das Ziel erreicht ist.
Dabei gibt es jedoch noch einige Besonderheiten; diese Satztechnik sei daher anhand eines Beispiels (zwei Verluste, ein Gewinn, drei Verluste, drei Gewinne) genauer erläutert.
Beispiel
1. Coup, Einsatz 1 Stück, verloren, Saldo –1.
Da der Spieler für jeden gespielten Coup eine Einheit gewinnen möchte, beträgt der angestrebte Saldo nach dem zweiten Coup +2; der Spieler setzt daher nun drei Einheiten.
2. Coup, Einsatz 3 Stück, verloren, Saldo –4
Hätte der Spieler diesen Coup gewonnen, so wäre diese Spielserie beendet, und der Spieler würde wieder mit einer Einheit fortsetzen. Da der Coup jedoch verloren wurde, wird der Einsatz nun um eine Einheit auf vier Stück erhöht.
3. Coup, Einsatz 4 Stück, gewonnen, Saldo 0.
Der angestrebte Saldo nach dem vierten Coup beträgt +4,  um dieses Ziel zu erreichen, braucht der Spieler seinen Einsatz nicht weiter zu erhöhen, er setzt daher im nächsten Coup wiederum nur vier Stück.
4. Coup, Einsatz 4 Stück, verloren, Saldo –4.
Nach diesem Verlust wird die Progression so fortgesetzt, als ob sie zuvor nicht unterbrochen worden wäre, d. h., der nächste Coup wird mit sechs Stück gespielt.
5. Coup, Einsatz 6 Stück, verloren, Saldo –10.
6. Coup, Einsatz 7 Stück, verloren, Saldo –17
7. Coup, Einsatz 8 Stück, gewonnen, Saldo –9
8. Coup, Einsatz 9 Stück, gewonnen, Saldo 0.
Der angestrebte Saldo nach dem 9. Coup beträgt +9, d. h., der Einsatz braucht wiederum nicht mehr weiter erhöht zu werden, und somit setzt der Spieler im 9. Coup ebenfalls neun Einheiten:
9. Coup, Einsatz 9 Stück, gewonnen, Saldo +9.
Würde der Spieler diesen Coup verlieren, so müsste er den zehnten Coup mit elf Einheiten spielen, so als ob die Progression nicht unterbrochen worden wäre.

## Bewertung
Das Fitzroy-System ist natürlich ebenso wie alle anderen Formen des Systemspiels nicht imstande, dauerhaft Gewinne zu garantieren – ganz einfach deshalb, weil man mithilfe der Martingaltheorie mathematisch beweisen kann, dass es beim Roulette keine Gewinnstrategie gibt.

## Systemtest von 1908
Dieses System wurde von James Francis Harry St. Clair-Erskine, 5th Earl of Rosslyn, (1869–1939) und dessen jüngerem Bruder Alexander Fitzroy St. Clair-Erskine (1870–1914) erfunden – nach dem mittleren Vornamen des letzteren erhielt es den Namen Fitzroy-System, des Weiteren ist diese Spielweise auch als Lord Rosslyn's System bekannt. Die Brüder waren von der Unfehlbarkeit ihres Systems überzeugt, woraufhin Sir Hiram Stevens Maxim, der Erfinder des Maschinengewehrs, sie im Jahr 1908 herausforderte, ihr System zu erproben: Er werde ein Roulettespiel über 5.000 Coups nach den (damals) in der Spielbank Monte Carlo gültigen Regeln als Bankhalter gegen Lord Rosslyn spielen; beide Parteien sollten mit einem Spielkapital von fiktiven $ 50.000  beginnen. Die Partie endete – nicht überraschend – mit dem Sieg von Sir Hiram.